# Velsk
Velsk (en russe : Вельск) est une ville de l'oblast d'Arkhangelsk, en Russie. Chef-lieu du raïon de Velsk, sa population s'élevait à 22 311 habitants en 2019.

## Géographie
Velsk est située sur la rive gauche de la rivière Vel, à sa confluence avec la Vaga, à 398 km au sud d'Arkhangelsk et à 647 km au nord-est de Moscou.

## Histoire
L'existence de Velsk est attestée depuis 1137. Après avoir subi des inondations, Velsk fut déplacée vers un site plus élevé, au XVIe siècle. Elle reçut le statut de ville en 1780. 

## Population
Recensements (*) ou estimations de la population
| 1856 | 1897* | 1926* | 1939* | 1959*  | 1970*  |
| ---- | ----- | ----- | ----- | ------ | ------ |
| 800  | 1 989 | 3 486 | 6 712 | 16 938 | 21 899 |

| 1979*  | 1989*  | 2002*  | 2010*  | 2013   | 2014   |
| ------ | ------ | ------ | ------ | ------ | ------ |
| 24 556 | 25 967 | 26 241 | 23 885 | 23 401 | 23 126 |

| 2015   | 2016   | 2017   | 2018   | 2019   | 2020 |
| ------ | ------ | ------ | ------ | ------ | ---- |
| 23 025 | 22 856 | 22 776 | 22 482 | 22 311 | -    |

## Transports
Velsk est un carrefour ferroviaire. Par la route magistrale M8, elle se trouve à 511 km d'Arkhangelsk et à 725 km de Moscou.